# Arescon aspidioticola
Arescon aspidioticola är en stekelart som först beskrevs av William Harris Ashmead 1879.  Arescon aspidioticola ingår i släktet Arescon och familjen dvärgsteklar. Inga underarter finns listade.